# Haplodrassus jacobi
Haplodrassus jacobi är en spindelart som beskrevs av Gajbe 1992. Haplodrassus jacobi ingår i släktet Haplodrassus och familjen plattbuksspindlar. Inga underarter finns listade i Catalogue of Life.